# Blutch

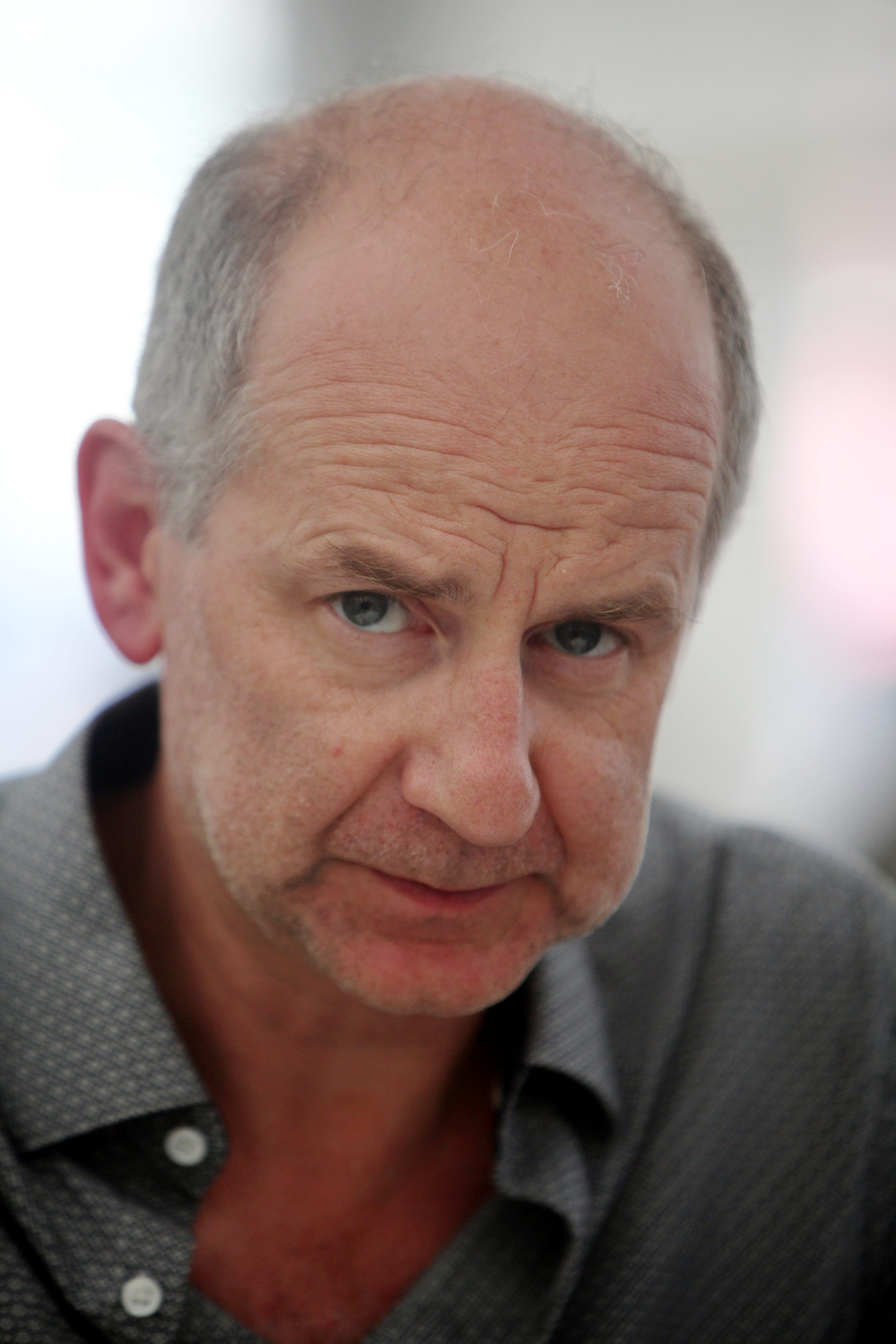
Blutch (2021)

Blutch, eigentlich Christian Hincker, (* 27. Dezember 1967 in Strasbourg) ist ein französischer Comicautor. Er gilt als einer der bedeutendsten französischen Comiczeichner der 1990er Jahre.

## Leben
Blutch verbrachte seine Jugend in Strasbourg. Sein Studium an der Arts-Décoratifs de Strasbourg schloss er in den frühen 1980er Jahren mit einem Diplom ab. Bei einem Wettbewerb, den die Humorzeitschrift Fluide Glacial ausgeschrieben hatte, wurde er 1988 entdeckt. Er erhielt seinen Spitznamen von einem Klassenkameraden, weil er einem der Helden der Comicserie Die blauen Boys ähnlich sah.
Seine ersten Strips erschienen zwischen 1988 und 1993 in Fluide Glacial (Pecos Jim, Waldo’s Bar, Mademoiselle Sunnymoon). Ab 1993 gehörte er zum Kreis von Zeichnern im Umfeld des unabhängigen Comic-Verlages L’Association. 1996 stieß er zum Magazin A Suivre, wo er die historische Serie Péplum gestaltete. Ende der 1990er erschienen Rancho Bravo (mit Jean-Louis Capron) und Blotch (zwei Ausgaben), ein satirisches Porträt der Zeitschrift Fluide Glacial und ihrer Zeichner. Seine Vielseitigkeit unterstrich er mit der zweibändigen Autobiographie über seine Kindheit in Der kleine Christian (1998/2008) oder mit den Comic-Romanen Vitesse moderne (2002) und La Volupté (2006).
2002 erhielt Blutch den Prix international de la Ville de Genève pour la bande dessinée für Vitesse Moderne, 2009 den Grand Prix de la Ville d’Angoulême: Damit wird Blutch 2010 Präsident des Comicfestivals von Angoulême.
Ab 2018 adaptiert er mit der Episode Mais où est Kiki? den frankobelgischen Comic-Klassiker Tif et Tondu (dt. „Harry und Platte“) nach einem Szenario seines Bruders Robber (ebenfalls ein Pseudonym). Die Erstveröffentlichung erfolgt 2018/19 in drei Teilen in Schwarzweiß, die Albumausgabe in Farbe erscheint Anfang 2020. Parallel dazu entsteht ein Kurzroman von Robber in enger Beziehung zu der Comic-Erzählung (L'Antiquaire sauvage - un roman de Tif et Tondu), zu dem Blutch Illustrationen beisteuert und der 2019 separat in einer kleinen, limitierten Auflage veröffentlicht wird.
2023 wendet er sich erneut einem Klassiker zu und leistet mit dem Album Les Indomptés (dt. „Die Ungezähmten“) einen Beitrag zu der Hommagereihe um Lucky Luke.

## Werke (auf Deutsch)
- Blotch. Der König von Paris. Avant, Berlin 2009, ISBN 978-3-939080-34-3.
- Der kleine Christian. Reprodukt, Berlin 2009, ISBN 978-3-941099-15-9.
- Donjon Monster. 7. Der Sohn der Drachenfrau. Reprodukt, Berlin 2009, ISBN 978-3-941099-09-8.
- Peplum. Avant, Berlin 2010, ISBN 978-3-939080-44-2.
- Ein letztes Wort zum Kino. Reprodukt, Berlin 2016, ISBN 978-3-95640-062-9.
- Wo ist Kiki? - Ein Abenteuer von Harry und Platte. Salleck, Wattenheim 2020, ISBN 978-3-89908-721-5.
- Die Ungezähmten, Ehapa, 2024, ISBN 978-3-7704-0902-0.